# Лагунов, Николай Яковлевич
Николай Яковлевич Лагунов — советский журналист и политический деятель.

## Биография
Родился в 1923 году в Старой Майне. Член КПСС.
Участник Великой Отечественной войны: начальник 5-й части 8-шо отдела штаба Сибирского военного округа, политрук в составе 23-й лыжной бригады.
В 1946—1947 гг. — учитель и заведующий учебной частью Голышмановской школы.
В 1947—1953 гг. — 1-й секретарь Голышмановского райкома ВЛКСМ, 2-й секретарь Тюменского обкома ВЛКСМ.
В 1953—1954 гг. — заведующий отделом партийной жизни редакции газеты «Тюменская правда».
В 1954—1966 гг. — 2-й секретарь Абатского райкома КПСС, заведующий отделом пропаганды и агитации Тюменского обкома КПСС.
В 1966—1983 гг. — главный редактор областной газеты «Тюменская правда».
Заслуженный работник культуры РСФСР (1968).
В 1993—2003 гг. — помощник депутата Государственной Думы Геннадия Райкова.
Умер в 2006 году в Тюмени.

## Награды
- Орден Отечественной войны II степени (06.04.1985)
- Орден Трудового Красного Знамени
- Орден Знак Почёта (трижды, в том числе 28.10.1948)